# Nacsapéreg

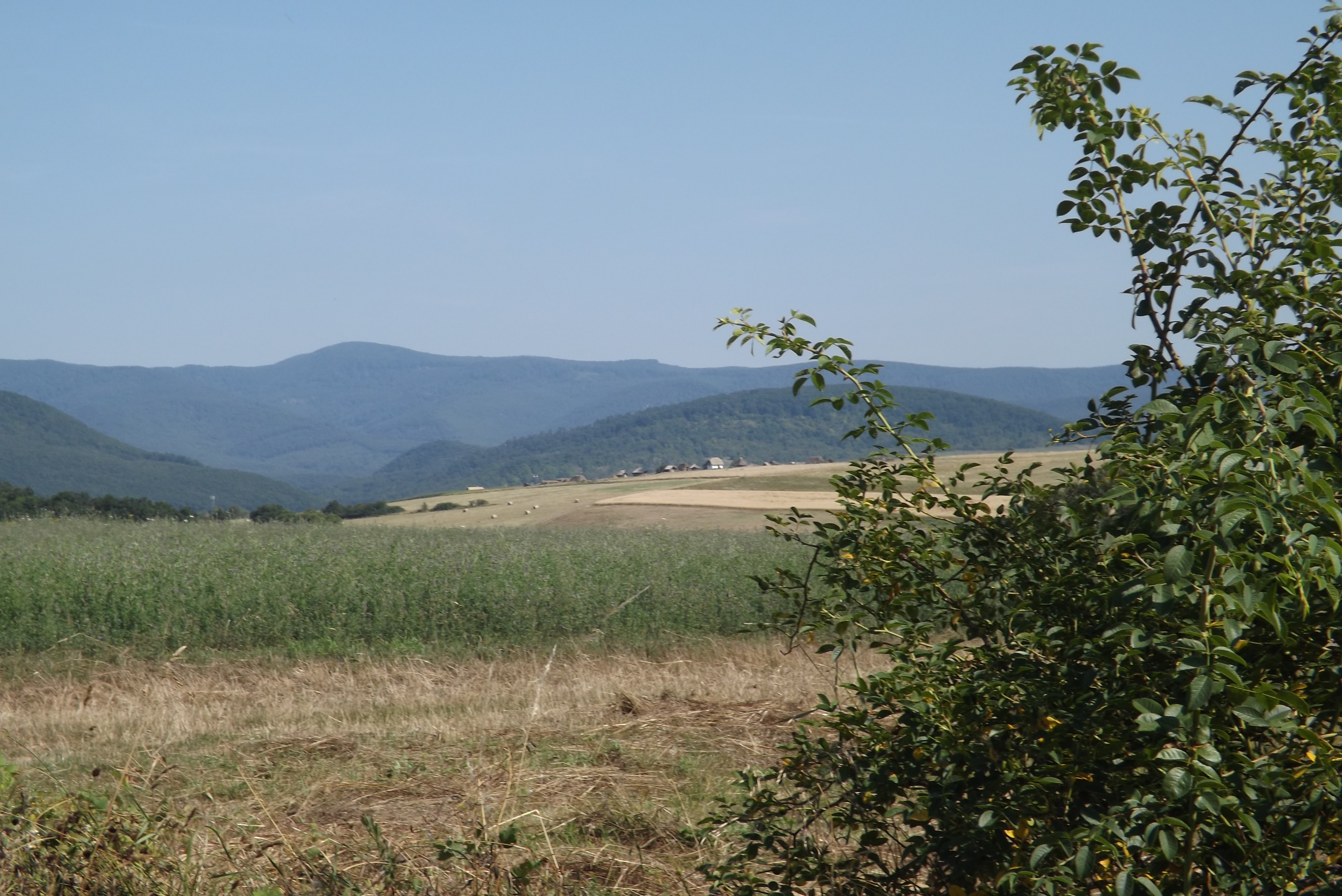
A Nacsapéreg, háttérben a Börzsöny vonulatai Szokolya felett

Nacsapéreg egy kisebb, 315 méter magasságú hegy elnevezése a Börzsöny hegységben, Kismaros és Szokolya között.

## Nevének eredete
A középkorban a környék, így többek között Verőce is a Váci püspökség birtokai közé tartozott. Verőce, melynek lakossága a fennmaradt adatok szerint ekkor nagyrészt német származású volt, az akkori lakosságot valószínűleg a tatárjárás után telepíthettek itt le. Erre a 14. századból fennmaradt oklevelek ben előforduló többségében német személynevek alapján is lehet következtetni. A török korra ugyan csökken itt a német etnikum aránya, de később, Verőce török kor utáni újratelepítésében is részt vettek.

## Elnevezése

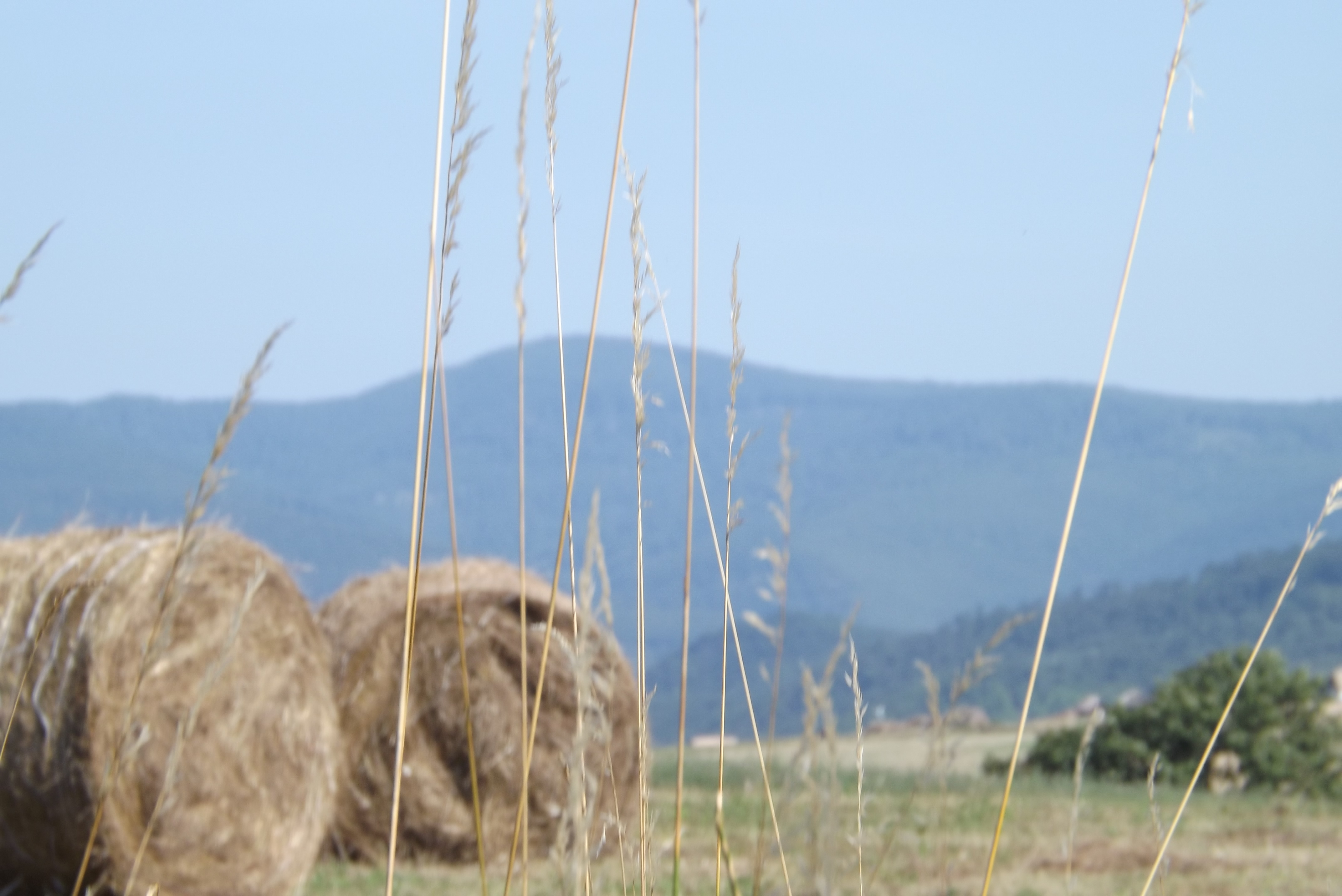
A Börzsöny cyúcsa Börzsönyligetről nézve, előtte a Nacsapéreg nevű hegy körvonalai

Nacsapéreg neve először 1770-ben Vineae Nacsaberg néven található meg az egykori írásokban, majd 1866-ban nevét már Nacsapéreg hegy alakban említették az oklevelek, valószínűleg az egykor itt élt német lakosság Nacsaberg elnevezéséből származtatva. Az elnevezés Nacsa előtagját családnéví eredetűnek tartják melynek magyar megfelelője: Nacsa-hegy lenne. A tőle északra folyó patak is e hegyről kaphatta nevét.

## Növényvilága
Megtalálhatók itt többek között:
- Pirosló here (Trifolium rubens), mely rokonaihoz képest nagy, hosszúkás, élénkpiros virágzattal ékeskedő szárazságkedvelő növényfaj, középhegységeinkben gyakori, máshol azonban igen ritka, vagy teljesen hiányzik.
- Zalai rózsa (Rosa zalana)
- Molyhos szeder (Rubus canescens)

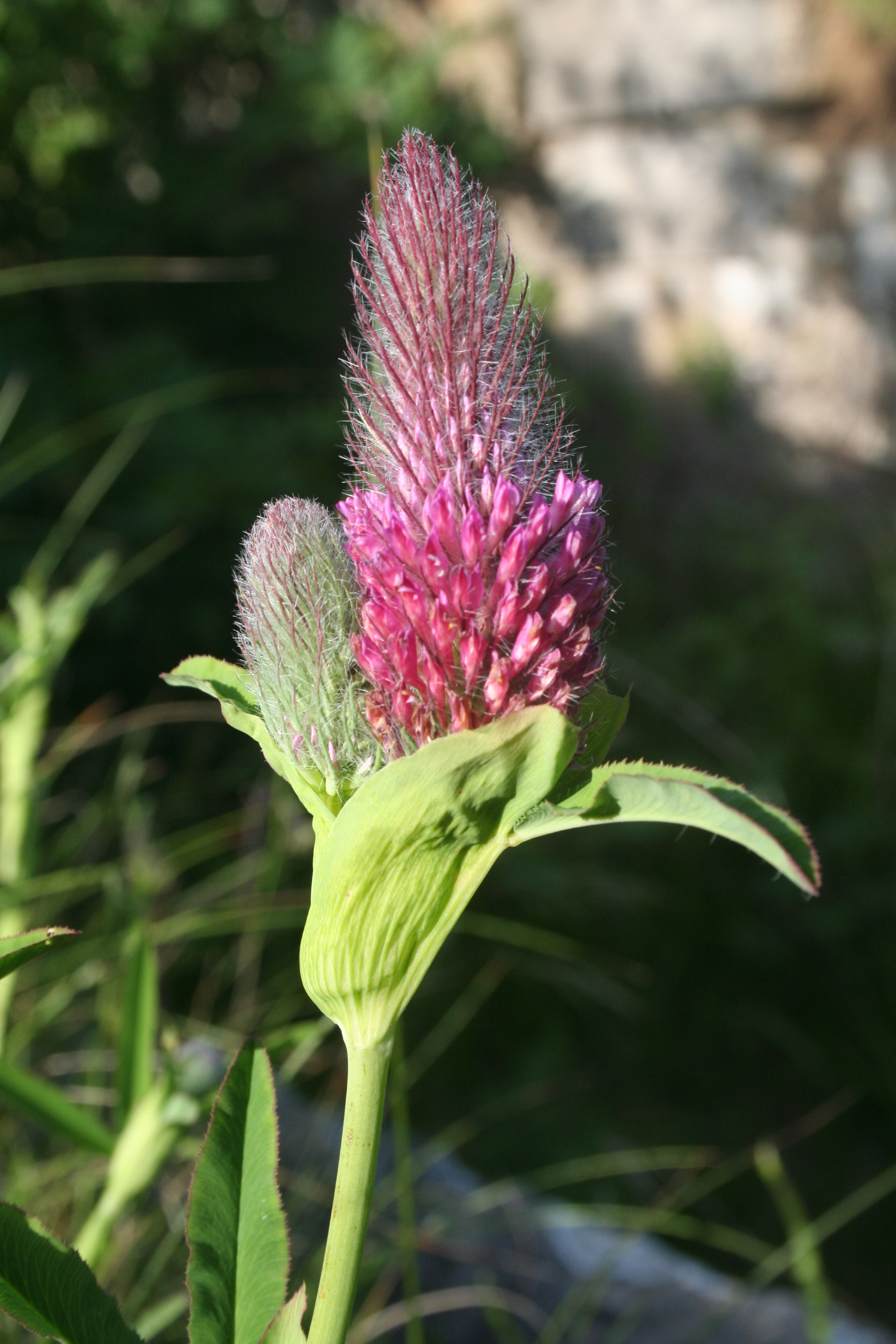
Pirosló here (Trifolium rubens)
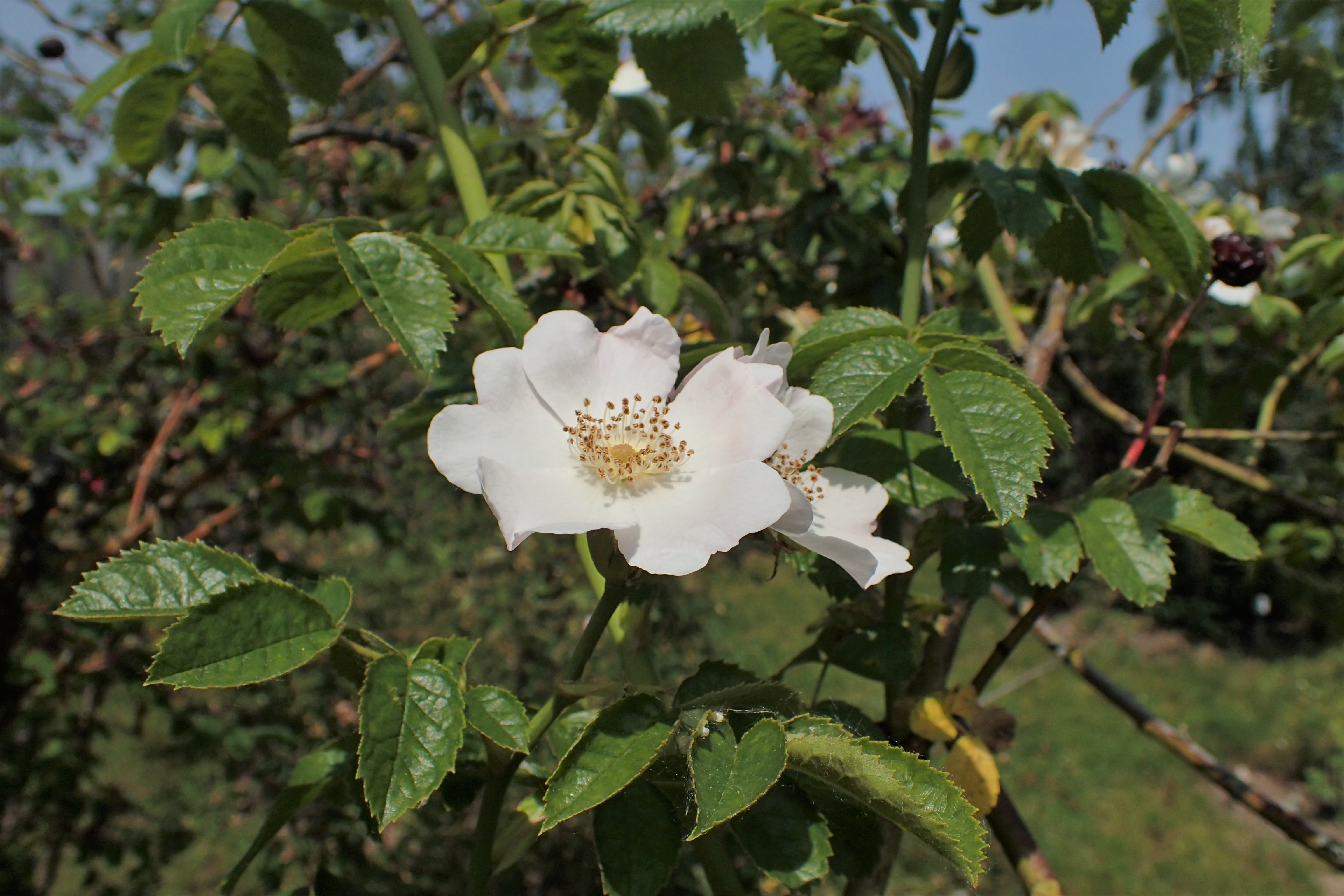
Zalai rózsa (Rosa zalana)
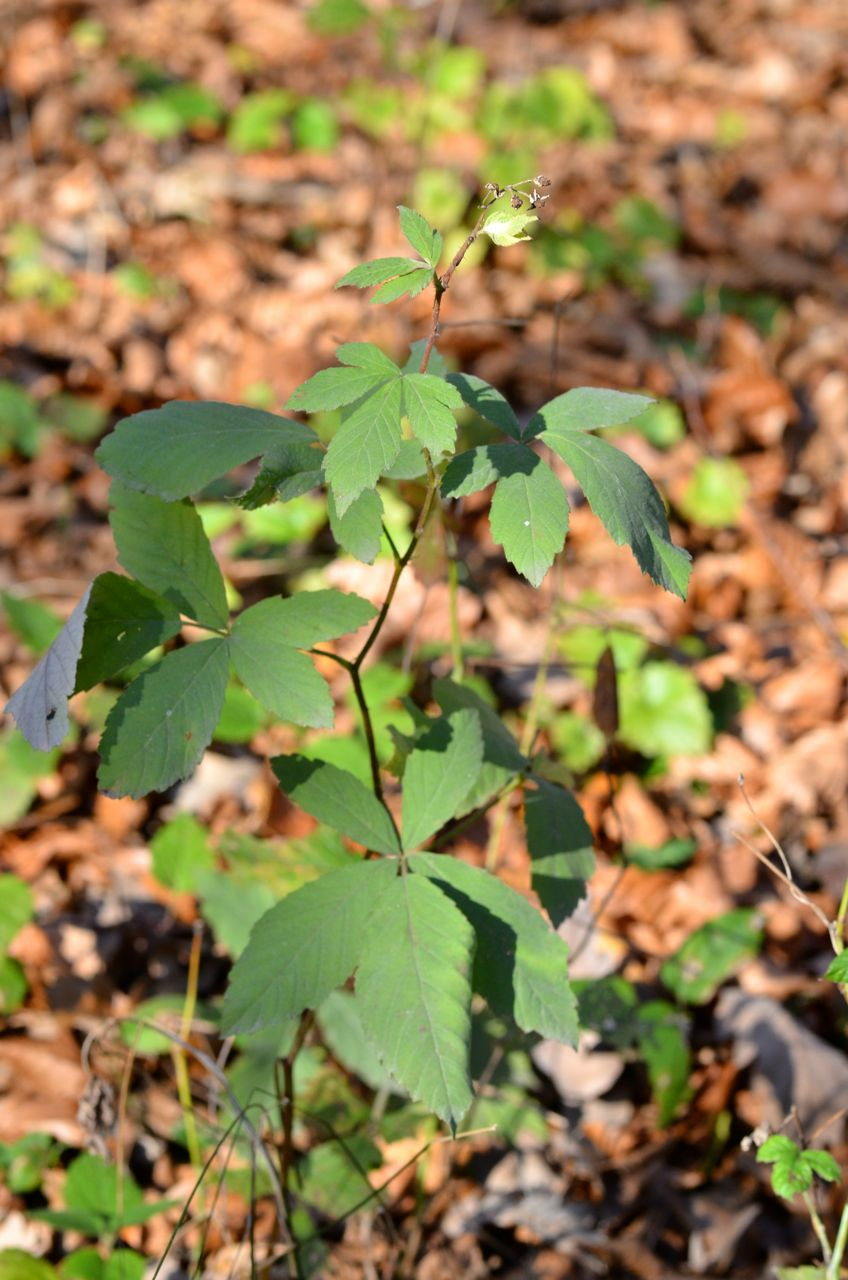
Molyhos szeder (Rubus canescens)